# HD34797
HD34797 — хімічно пекулярна зоря спектрального класу B8, що має видиму зоряну величину в смузі V приблизно  6,5.
Вона  розташована на відстані близько 776,6 світлових років від Сонця.

## Фізичні характеристики
Телескоп Гіппаркос зареєстрував фотометричну змінність  даної зорі з періодом    2,29 доби в межах від  Hmin= 6,53 до  Hmax= 6,47.

## Пекулярний хімічний вміст
HD34797 належить до Хімічно пекулярних зір з пониженим вмістом гелію 
й в її  зоряній атмосфері спостерігається нестача He у порівнянні з його вмістом в атмосфері Сонця.